# Consejo de Defensa Nacional
El Consejo de Defensa Nacional (CDN) de España es el órgano colegiado, coordinador, asesor y consultivo del presidente del Gobierno en materia de defensa. Como órgano de trabajo permanente tiene la Comisión Interministerial de Defensa.
Tiene como objetivo asistir al presidente en la dirección de conflictos armados y en la gestión de las situaciones de crisis que afecten a la defensa así como las funciones que le son propias al Presidente en este ámbito, tales como dirigir la política de defensa y determinar sus objetivos y ordenar, coordinar y dirigir las Fuerzas Armadas, entre otras. Corresponde también al Consejo emitir informe sobre las grandes directrices de la política de defensa y ofrecer al Gobierno propuestas sobre asuntos relacionados con la defensa que, afectando a varios ministerios, exijan una propuesta conjunta.
El CDN funciona a iniciativa del presidente y tiene dos modalidades de trabajo, mediante pleno y mediante consejo ejecutivo. El Consejo de Defensa Nacional en pleno informa al Rey, a propuesta del presidente del Gobierno. La presidencia del Consejo le corresponde al Presidente siempre y cuando no acuda el monarca.

## Funcionamiento y composición
A iniciativa del presidente del Gobierno, el Consejo de Defensa Nacional puede funcionar en pleno y como consejo ejecutivo, adoptando una u otra composición, en función de la naturaleza de los temas a tratar. Las deliberaciones del Consejo de Defensa Nacional así como las actas que se levanten de cada sesión, tanto en pleno como en consejo ejecutivo, serán secretas.
A propuesta del presidente del Gobierno, el Consejo de Defensa Nacional en pleno informará al Rey al menos una vez al año.

### Pleno
El Pleno se reúne en sesión ordinaria a iniciativa del Presidente del Gobierno al menos una vez al año. El presidente del Gobierno puede convocar reuniones extraordinarias para tratar un asunto urgente, tantas veces como sea necesario, en el marco de las funciones que el Consejo de Defensa Nacional tiene encomendadas, a iniciativa propia o a propuesta del Ministro de Defensa.
El presidente del Gobierno puede convocar, en función de la naturaleza de los asuntos que se traten en el Pleno, al resto de miembros del Gobierno. Podrán ser convocados, en función de la naturaleza de los asuntos que se traten en el orden del día, otras autoridades o cargos de la Administración General del Estado, de las comunidades autónomas y de las Ciudades con Estatuto de Autonomía. Igualmente podrán ser convocadas autoridades de los gobiernos locales o aquellas personas cuya contribución se considere relevante. En todos los casos comprendidos en el presente apartado, los convocados tendrán voz pero no voto.
El Pleno del Consejo de Defensa Nacional lo componen las siguientes autoridades:
- El presidente del Gobierno, que lo presidirá, excepto cuando el rey asista a sus reuniones, en cuyo caso le corresponderá presidirlo.
- Los vicepresidentes del Gobierno.
- Los ministros de Defensa, del Interior, de Asuntos Exteriores, de Economía y Hacienda.
- El jefe de Estado Mayor de la Defensa.
- Los jefes de Estado Mayor del Ejército de Tierra, de la Armada y del Ejército del Aire y del Espacio.
- El director del Centro Nacional de Inteligencia.
- El director del Gabinete de la Presidencia del Gobierno.

Actúa como secretario, con voz pero sin voto, el secretario general de Política de Defensa del Ministerio de Defensa.

### Consejo ejecutivo
El Consejo Ejecutivo se reúne, en función de la naturaleza de los temas a tratar, cuantas veces sea convocado por el presidente del Gobierno, bien a iniciativa propia, bien a propuesta del Ministro de Defensa, en el marco de las funciones que el Consejo de Defensa Nacional tiene encomendadas.
El Consejo Ejecutivo está compuesto por:
- El presidente del Gobierno, que lo presidirá, excepto cuando el Rey asista a sus reuniones, en cuyo caso le corresponderá presidirlo.
- Los ministros de Defensa, del Interior y de Asuntos Exteriores y de Cooperación.
- El jefe de Estado Mayor de la Defensa.
- El director del Centro Nacional de Inteligencia.
- El director del Gabinete de la Presidencia del Gobierno.

Actúa como secretario, con voz pero sin voto, el secretario general de Política de Defensa del Ministerio de Defensa.
El presidente del Gobierno podrá convocar, en función de la naturaleza de los asuntos que se traten en el Consejo Ejecutivo al resto de miembros del Gobierno o a otros miembros del Pleno del Consejo. Podrán ser convocados, en función de la naturaleza de los asuntos que se traten en el orden del día, otras autoridades o cargos de la Administración General del Estado, de las comunidades autónomas y de las Ciudades con Estatuto de Autonomía. Igualmente podrán ser convocadas autoridades de los gobiernos locales o aquellas personas cuya contribución se considere relevante. En todos los casos comprendidos en el presente apartado, los convocados tendrán voz, pero no voto.

## Comisión Interministerial de Defensa
La Comisión Interministerial de Defensa es un órgano colegiado, adscrito al Ministerio de Defensa a través de la Secretaría General de Política de Defensa, que se constituye en el órgano de trabajo permanente del Consejo de Defensa Nacional.
Esta comisión se encarga de planificar y coordinar las actuaciones necesarias para el funcionamiento del Consejo de Defensa Nacional, dar cumplimiento a los acuerdos del Consejo de Defensa Nacional adoptados en el Pleno o en el Consejo Ejecutivo, contribuir a la coordinación de los órganos que integran el Sistema Nacional de Conducción de Situaciones de Crisis en los ámbitos relacionados con la gestión de las situaciones de crisis que afecten a la defensa, conocer los planes de los distintos órganos de las Administraciones Públicas en relación con la preparación de recursos para contribuir a la Defensa, elevar al Consejo de Defensa Nacional los estudios realizados en el ámbito de actuación de la propia Comisión, a petición del Consejo de Defensa Nacional o a iniciativa propia, realizar aquellas otras actividades que le encomiende el Consejo de Defensa Nacional y cualesquiera otras funciones que expresamente le sean atribuidas legal o reglamentariamente.

### Funcionamiento
La Comisión Interministerial de Defensa se reúne en sesión ordinaria, previa convocatoria del SEGENPOL y a iniciativa del mismo, antes de cada reunión del Consejo y como mínimo con carácter semestral. El presidente de la comisión podrá acordar la celebración de reuniones extraordinarias para tratar un asunto concreto o urgente, tantas veces como sea necesario, para el desarrollo de las funciones que la Comisión Interministerial de Defensa tiene encomendadas.
El orden del día de las reuniones de la Comisión Interministerial de Defensa será fijado por el presidente de la misma, teniendo en cuenta la planificación de las actividades del Consejo de Defensa Nacional así como las peticiones que le puedan formular los demás miembros de la Comisión con una antelación mínima de diez días.
El presidente de la comisión podrá convocar en función de la naturaleza de los asuntos a tratar en el orden del día, con voz pero sin voto, a representantes de otros departamentos ministeriales con nivel orgánico mínimo de Subdirector general. El Presidente también podrá convocar, con voz pero sin voto, en función de la naturaleza de los asuntos a tratar en el orden del día, a otras autoridades o cargos de las restantes Administraciones Públicas, así como a aquellas personas que, por su experiencia, puedan aportar una contribución relevante.
La Comisión Interministerial de Defensa contará con el apoyo de una Secretaría Permanente integrada por los medios personales necesarios para el desarrollo de su función. Las deliberaciones de la Comisión Interministerial de Defensa, de acuerdo con la normativa aplicable, tendrán al menos la calificación de reservado.

### Composición
La Comisión Interministerial de Defensa se compone de:
- El secretario general de Política de Defensa, que actuará como presidente de la misma.
- El director general de Política de Defensa, que actuará como vicepresidente.
- El director del Departamento de Política Internacional y Seguridad del Gabinete de la Presidencia del Gobierno.
- El director del Departamento de Seguridad Nacional.
- Un representante de cada uno de los ministerios representados en el Pleno del Consejo de Defensa Nacional, con nivel orgánico mínimo de subdirector general.
- Un Oficial General representante del Estado Mayor de la Defensa, de cada uno de los Cuarteles Generales de los Ejércitos y de la Guardia Civil.
- Un representante del Centro Nacional de Inteligencia con nivel orgánico mínimo de subdirector general.
- El sirector del Gabinete Técnico del Secretario General de Política de Defensa, que actuará como secretario con voz y voto.